# Berberis truxillensis
Berberis truxillensis là một loài thực vật có hoa trong họ Hoàng mộc. Loài này được Turcz. mô tả khoa học đầu tiên năm 1854.